# Ocean Racing Technology
Ocean Racing Technology était une écurie de course qui participait aux championnats GP2 Series et GP2 Asia Series. L'équipe qui est la propriété de Tiago Monteiro et de José Guedes, a été formée à la fin de l’année 2008 après acquisition de BCN, une équipe qui n’avait jamais vraiment rencontré le succès en GP2 (deux podiums en quatre ans). Le pilote et l'entrepreneur ont créé une structure se reposant sur des professionnels reconnus et qui a rapidement commencé à obtenir des résultats de premier ordre qui lui ont permis de se battre au plus haut niveau des championnats dans lesquels l’écurie de course portugaise est inscrite et qui sont l’antichambre de la Formule 1.
Dès l’année de sa naissance, Ocean Racing Technology s’est positionnée aux avant-postes des GP2 Séries et elle a conquis sa première victoire à Spa-Francorchamps, le circuit le plus exigeant du calendrier sur lequel le Portugais Álvaro Parente avait également signé la pole position et le tour le plus rapide en course. Du fait d’une accumulation d’incidents indépendants de la volonté de l’équipe, Parente a terminé le championnat GP2 Series à la 8e place et Ocean Racing Technology à la 9e du classement par équipes, à seulement deux points de la 5e place. En 2012, l'écurie participe également au GP3 Series.
Début 2013, l'écurie disparait faute de financement suffisant.

## Résultats en GP2 Series
| Saison | Châssis | Moteur     | Pilotes                                                  | GP disputés | Victoires | Poles Positions | Podiums | Records du tour | Points inscrits | Classement |
| ------ | ------- | ---------- | -------------------------------------------------------- | ----------- | --------- | --------------- | ------- | --------------- | --------------- | ---------- |
| 2009   | Dallara | Mecachrome | Karun Chandhok Álvaro Parente                            | 20          | 1         | 1               | 3       | 2               | 40              | 9e         |
| 2010   | Dallara | Mecachrome | Max Chilton Fabio Leimer                                 | 20          | 1         | 0               | 1       | 1               | 11              | 12e        |
| 2011   | Dallara | Mecachrome | Kevin Mirocha Johnny Cecotto Jr. Brendon Hartley         | 18          | 0         | 0               | 0       | 0               | 4               | 12e        |
| 2012   | Dallara | Mecachrome | Nigel Melker Victor Guerin Brendon Hartley Jon Lancaster | 24          | 0         | 0               | 0       | 0               | 26              | 11e        |

## Résultats en GP3 Series
| Saison | Châssis | Moteur  | Pilotes                                 | GP disputés | Victoires | Poles Positions | Podiums | Records du tour | Points inscrits | Classement |
| ------ | ------- | ------- | --------------------------------------- | ----------- | --------- | --------------- | ------- | --------------- | --------------- | ---------- |
| 2012   | Dallara | Renault | Carmen Jordá Kevin Ceccon Robert Cregan | 16          | 0         | 0               | 1       | 1               | 56              | 7e         |